# Dirhinus flavicornis
Dirhinus flavicornis är en stekelart som beskrevs av Schmitz 1946. Dirhinus flavicornis ingår i släktet Dirhinus och familjen bredlårsteklar. Inga underarter finns listade i Catalogue of Life.